# سامي بوعجيلة
سامي بوعجيله (بالفرنسية: Sami Bouajila)‏ (و. 1966 – م) هو ممثل من فرنسا . ولد في غرونوبل .

## جوائز
حصل على جوائز منها:
- جائزة سيزر لأفضل ممثل مساعد.

## روابط خارجية
- سامي بوعجيلة على موقع IMDb (الإنجليزية)
- سامي بوعجيلة على موقع قاعدة بيانات الأفلام العربية
- سامي بوعجيلة على موقع ألو سيني (الفرنسية)
- سامي بوعجيلة على موقع أول موفي (الإنجليزية)
- سامي بوعجيلة على موقع قاعدة بيانات الأفلام السويدية (السويدية)
- سامي بوعجيلة على موقع قاعدة بيانات الفيلم (الإنجليزية)
- سامي بوعجيلة على موقع كينوبويسك (الروسية)